# Línea SE833 (EMT Madrid)
El Servicio Especial (S.E.) codificado como SE833, que a efectos de numeración interna es la línea 833, de la EMT de Madrid une la Plaza de Castilla con Las Tablas, a través del carril bus segregado de la Avenida de Burgos.

## Características
Entró en servicio el 16 de octubre de 2024. Une la Plaza de Castilla con Las Tablas, atravesando el Nudo de Manoteras y la A-1 por el nuevo carril bus segregado construido en la Avenida de Burgos. Dicho carril entró en servicio el 15 de octubre de 2024, tras un periodo de obras de aproximadamente un año, y circula brevemente contrasentido de la vía de servicio.

## Horarios
| Lunes a viernes laborables     |                                |                                |                                |                                |                                |                                |                                |                                |                                |                                |                                |                                |                                |                                |                                |                                |                                |                                |                                |                                |                                |                                |                                |                                |                                |                                |                                |                                |
| Plaza de Castilla > Las Tablas | Plaza de Castilla > Las Tablas | Plaza de Castilla > Las Tablas | Plaza de Castilla > Las Tablas | Plaza de Castilla > Las Tablas | Plaza de Castilla > Las Tablas | Plaza de Castilla > Las Tablas | Plaza de Castilla > Las Tablas | Plaza de Castilla > Las Tablas | Plaza de Castilla > Las Tablas | Plaza de Castilla > Las Tablas | Plaza de Castilla > Las Tablas | Plaza de Castilla > Las Tablas | Plaza de Castilla > Las Tablas | Las Tablas > Plaza de Castilla | Las Tablas > Plaza de Castilla | Las Tablas > Plaza de Castilla | Las Tablas > Plaza de Castilla | Las Tablas > Plaza de Castilla | Las Tablas > Plaza de Castilla | Las Tablas > Plaza de Castilla | Las Tablas > Plaza de Castilla | Las Tablas > Plaza de Castilla | Las Tablas > Plaza de Castilla | Las Tablas > Plaza de Castilla | Las Tablas > Plaza de Castilla | Las Tablas > Plaza de Castilla | Las Tablas > Plaza de Castilla | Las Tablas > Plaza de Castilla |
| 07                             | 08                             | 09                             | 10                             | 11                             | 12                             | 13                             | 14                             | 15                             | 16                             | 17                             | 18                             | 19                             | 20                             | 07                             | 08                             | 09                             | 10                             | 11                             | 12                             | 13                             | 14                             | 15                             | 16                             | 17                             | 18                             | 19                             | 20                             | 21                             |
| 00 30                          | 00 30                          | 00 30                          | 00 30                          | 00 30                          | 00 30                          | 00 30                          | 00 30                          | 00 30                          | 00 30                          | 00 30                          | 00 30                          | 00 30                          | 00 30                          | 30                             | 00 30                          | 00 30                          | 00 30                          | 00 30                          | 00 30                          | 00 30                          | 00 30                          | 00 30                          | 00 30                          | 00 30                          | 00 30                          | 00 30                          | 00 30                          | 00                             |

## Recorrido y paradas
La EMT utiliza códigos diferentes en las paradas de sus líneas. De cara al público se muestran aquellas numeradas por la EMT, a pesar de que internamente el CRTM tiene una numeración correcta para el SAE.

### Sentido Las Tablas
| Código SAE | Código EMT | Denominación EMT                        | Denominación completa                                                   | Ubicación                                | Líneas de la parada | Metro             |
| ---------- | ---------- | --------------------------------------- | ----------------------------------------------------------------------- | ---------------------------------------- | ------------------- | ----------------- |
| 5912       | 5459       | Plaza Castilla                          | Calle de Mateo Inurria - Plaza de Castilla                              | Calle de Mateo Inurria Nº5               | SE704 SE833         | Plaza de Castilla |
| 3484       | 30         | Plaza Castilla                          | Calle de Mateo Inurria - Plaza de Castilla                              | Calle de Mateo Inurria Nº1               | 5 70 107 129 SE833  | Plaza de Castilla |
| 1661       | 207        | Duque de Pastrana                       | Calle de Mateo Inurria - Paseo de La Habana                             | Calle de Mateo Inurria Nº50              | 70 107 129 SE833    | Duque de Pastrana |
| 2884       | 145        | Bambú                                   | Avenida de Burgos Nº16                                                  | Avenida de Burgos Nº25                   | 129 150 SE833       | Bambú             |
| 2885       | 126        | Avenida de Burgos                       | Avenida de Burgos Nº30                                                  | Avenida de Burgos Nº30                   | 129 150 SE833       |                   |
| 6921       | 50043      | Nudo de Manoteras                       | Avenida de Burgos - Nudo de Manoteras                                   | Avenida de Burgos Nº85                   | SE833               |                   |
|            | 51107      | Carretera de Fuencarral a Hortaleza     |                                                                         | Carretera de Fuencarral a Hortaleza Nº14 | SE833               |                   |
|            | 51108      | Quintanadueñas - Puerto de Somport      |                                                                         | Calle Quintanadueñas Nº4                 | SE833               |                   |
| 6306       | 272        | Quintanadueñas                          | Calle Quintanadueñas                                                    | Calle Quintanadueñas Nº12                | 176 SE833           |                   |
| 5489       | 3775       | Camino de Santiago - San Juan de Ortega | Avenida del Camino de Santiago - Calle de San Juan de Ortega            | Avenida del Camino de Santiago Nº1       | 172 SE833 N24       |                   |
| 6461       | 3773       | Camino de Santiago - San Millán Cogolla | Avenida del Camino de Santiago - Paseo de San Millán de la Cogolla      | Avenida del Camino de Santiago Nº35      | 172 SE833           |                   |
| 6460       | 4513       | Metro Las Tablas                        | Avenida del Camino de Santiago - Avenida de Santo Domingo de la Calzada | Avenida del Camino de Santiago Nº50      | 172 175 SE833       | Las Tablas        |
| 5514       | 3796       | Metro Las Tablas                        | Avenida del Camino de Santiago - Avenida de Santo Domingo de la Calzada | Avenida del Camino de Santiago Nº43      | 172 175 SE833       | Las Tablas        |

### Sentido Plaza de Castilla
| Código SAE | Código EMT | Denominación EMT                         | Denominación completa                                                   | Ubicación                           | Líneas de la parada                                                                                      | Metro             |
| ---------- | ---------- | ---------------------------------------- | ----------------------------------------------------------------------- | ----------------------------------- | --- | ----------------- |
| 5514       | 3796       | Metro Las Tablas                         | Avenida del Camino de Santiago - Avenida de Santo Domingo de la Calzada | Avenida del Camino de Santiago Nº43 | 172 175 SE833                                                                                            | Las Tablas        |
| 6462       | 4492       | Camino de Santiago - San Millán Cogolla  | Avenida del Camino de Santiago - Paseo de San Millán de la Cogolla      | Avenida del Camino de Santiago Nº35 | 172 SE833                                                                                                |                   |
| 5488       | 3774       | Camino de Santiago - San Juan de Ortega  | Avenida del Camino de Santiago - Calle de San Juan de Ortega            | Avenida del Camino de Santiago Nº29 | 172 SE833                                                                                                |                   |
| 6305       | 271        | Foresta                                  | Calle Foresta Nº13                                                      | Calle Foresta Nº13                  | 176 SE833                                                                                                |                   |
|            | 51109      | Puerto de Somport                        |                                                                         | Calle del Puerto de Somport Nº8     | SE833 |                   |
| 2916       | 3602       | Avenida de Burgos Nº93                   | Avenida de Burgos Nº93                                                  | Avenida de Burgos Nº93              | 173 174 176 SE833 151 152C 153 154C 155 155B 156 157 157C 159 161 171 181 182 183 184 185 N101 N102 N103 |                   |
| 2917       | 3264       | Avenida de Burgos Nº89                   | Avenida de Burgos Nº93                                                  | Avenida de Burgos Nº93              | 173 174 176 SE833                                                                                        |                   |
| 3507       | 3265       | Avenida de Burgos - Avenida de Manoteras | Avenida de Burgos Nº87 - Paso Elevado                                   | Avenida de Burgos Nº87              | 173 174 176 SE833 151 152C 153 154C 155 155B 156 157 157C 159 161 171 181 182 183 184 185 N101 N102 N103 |                   |
| 2918       | 5061       | Nudo de Manoteras                        | Avenida de Burgos Nº85                                                  | Avenida de Burgos Nº85              | 174 SE833 171                                                                                            |                   |
| 2919       | 3266       | San Luis - Avenida de Burgos             | Avenida de Burgos - Avenida de San Luis                                 | Avenida de Burgos Nº40              | 174 SE833 171                                                                                            |                   |
| 2901       | 124        | Bambú - Yuca                             | Calle del Bambú - Calle de la Yuca                                      | Calle del Bambú Nº33                | 129 150 174 SE833 171                                                                                    | Bambú             |
| 629        | 2149       | Duque de Pastrana                        | Plaza del Duque de Pastrana                                             | Plaza del Duque de Pastrana Nº6     | 14 129 174 SE833                                                                                         | Duque de Pastrana |
| 5912       | 5459       | Plaza Castilla                           | Calle de Mateo Inurria - Plaza de Castilla                              | Calle de Mateo Inurria Nº5          | SE704 SE833                                                                                              | Plaza de Castilla |